# Роман II (император Византии)
Рома́н II Мла́дший (938 — 15 марта 963) — византийский император с 9 ноября 959 по 15 марта 963 года, сын Константина VII.

## Биография
Роман II был сыном императора Константина VII и Елены Лакапины, дочери императора Романа I. 6 апреля 945 года был коронован отцом, как соправитель. Роман походил на отца красотой и здоровьем, но свободное время проводил не в книгах, а в распутном образе жизни. Отец рано женил его на Берте, дочери прованского короля Гуго, но после её смерти в 949 году согласился на брак Романа с Анастасией, дочерью трактирщика, ставшей в 956 году царской снохой под именем Феофано. В следующем, 957 году, Роман и Феофано, уже имевшие детей, присутствовали на приёме княгини Ольги в Константинополе.
Император очень боялся заговоров, и поставил у себя большую стражу. Своих пятерых сестёр, Роман приказал сослать в монастырь.
Управление государством находилось в умелых руках деятельного и заслуженного патриция Иосифа Вринги, а высшим начальником армии был лучший полководец того времени, Никифор Фока. Под его начальством была совершена успешная морская экспедиция на остров Крит, старое гнездо пиратов, постоянно угрожавшее безопасности государства с юга. Могущественный флот и десантная армия, состоявшая, главным образом, из русских, южнославянских и армянских наёмников, в июле 960 года двинулись к Криту; в марте следующего года пала столица острова, Хандокс, взятая штурмом при страшном кровопролитии; на месте разрушенного до основания города греки устроили морской укреплённый порт Теменон. Эта победа значительно подняла политический престиж Византии и дух её армий. В 961 и 962 годах были удачно отброшены полчища венгров. В 962 году Никифор Фока, с армией в сто тысяч человек, двинулся в поход против сирийских хамданидов, взял множество городов, разбил алеппского эмира, сжёг предместья Алеппо и отступил только перед превосходящими силами врагов, шедшими из Дамаска. В это время разнёсся слух о смерти Романа (умер 15 марта 963), и Никифор поспешил в столицу. Народ, ненавидевший Феофано, приписывал ей отравление свекра и мужа.
Роман II умер молодым, оставив двух несовершеннолетних сыновей (Василия и Константина), за которых стала править Феофано, и двух дочерей. Старшая, возможно, Елена, одно время была невестой Оттона II, в итоге он женился на Феофано — родственнице Иоанна Цимисхия; младшая, Анна, родившаяся за два дня до смерти отца, вышла замуж за русского князя Владимира). 
Романом II были изданы две новеллы, развивающие и разъясняющие меры его предшественников в защиту земледельческого и военного классов.